# Tweede Slag om Fort McAllister
De Tweede Slag om Fort McAllister vond plaats op 13 december 1864 in Bryan County, Georgia tijdens de Amerikaanse Burgeroorlog. Noordelijke eenheden veroverden het Zuidelijke fort McAllister die de sleutel vormde tot de bevoorrading van Savannah, Georgia. Dit was het hoofddoel van Shermans Mars naar de Zee.

## De slag
Toen de legers van Sherman op 10 december Savannah naderden, hadden ze dringend nieuwe voorraden nodig. Net voor de kust van de stad lag een Noordelijke vloot onder leiding van Schout-bij-Nacht John A. Dahlgren die de noodzakelijke voorraden aan boord had. De Zuidelijke fortificaties rond Savannah verhinderden dat Dahlgren en Sherman contact met elkaar konden zoeken. Terwijl Sherman zijn manschappen in stelling bracht om Savannah te belegeren, verkende zijn cavalerie Fort McAllister en nabijgelegen verdedigingswerken. Het fort was volgens de verkenners het meeste gemakkelijke om te veroveren. Indien dit fort in Noordelijke handen viel, kon Sherman via de Ogeecheerivier contact maken met de nabijgelegen Noordelijke vloot. Generaal-majoor Oliver Otis Howards Army of the Tennessee kreeg opdracht om het fort te veroveren. Howard koos de divisie van brigadegeneraal William B. Hazen om de aanval te openen.
Op 13 december 1864 werd Hazens divisie opgesteld om het fort te bestormen. Sherman en Howard klommen op een observatieplatform die op een verlaten molen gebouwd was om de aanval te aanschouwen. In de omliggende bossen werden de drie brigades van zijn divisie in stelling gebracht. Deze brigades stonden onder leiding van de kolonels Theodore Jones, Wells Jones en John M. Oliver.  In de nabijheid was ook de USS Dandelion aanwezig. Sherman liet het schip weten dat het fort over enkele minuten in Noordelijke handen zou zijn. Op dit moment viel de Noordelijke infanterie aan in gespreide slagorde om het vijandelijk kanonvuur ter vermijden. De Zuidelijke majoor George Anderson had ongeveer 120 veteranen onder zijn bevel in het fort. De Noordelijken staken de gracht over en ondervonden enige last van torpedo’s (een primitief type landmijn). Na vijftien minuten was de strijd gestreden.
Sherman was zeer tevreden met de overwinning en liet zich in een bootje de Ogeecheerivier oproeien om het fort te zien. De volgende dag ging hij aan boord van Dahlgrens vlaggenschip. Nu zijn bevoorradingslijn open was, kon hij de belegering en de inname van de stad volledig voorbereiden.